# Harald Meier (Ökonom)
Harald Meier (* 20. Januar 1957 in Wipperfürth) ist Professor für Betriebswirtschaftslehre an der Hochschule Bonn-Rhein-Sieg.

## Beruflicher Werdegang
Nach einer kaufmännischen Ausbildung schloss Meier sein Studium der Wirtschaftswissenschaften an der Bergischen Universität Wuppertal als Diplom-Ökonom ab. Danach arbeitete er im Personalmanagement einer international tätigen Großbank, als freiberuflicher Personalberater und Trainer, war Wissenschaftliches Assistent an der Universität Mannheim. Er schloss 1994 seine Promotion zum Dr. rer. oec. ab und war Partner einer internationalen Beratungsgesellschaft. Nach einer C2-Professur an der Fachhochschule in Emden hatte er zuletzt bis 2023 eine C3-Professur an der Hochschule Bonn-Rhein-Sieg.
Meier gehörte zu den Wegbereitern der Betrieblichen Personalentwicklung speziell in Klein- und Mittelbetrieben sowie der Führungskräfteentwicklung. Später hat er sich im Rahmen der internationalen Entwicklungszusammenarbeit auf Projektmanagement, NGO-Management, Social Entrepreneurship und Social Business sowie dem beruflichen Onboarding von Migranten konzentriert.
Er ist Gründer des International Institute for Training, Quality, Certification (IfTQ-Cert; u. a. für Entrepreneurship-Programme), Stifter und im Kuratorium der meierStiftung Straßenkinder Afrika, sowie weltweit als Lehrbeauftragter und Gastprofessor tätig. Zudem akkreditiert oder zertifiziert er regelmäßig Studienprogramme an Hochschulen weltweit sowie Seminarprogramme i. R. der internationalen Entwicklungszusammenarbeit insbesondere in Indien und Afrika; er ist Mitglied in Beiräten von Unternehmen und Stiftungen.

## Forschungstätigkeit
Meier ist einer der ersten Wirtschaftswissenschaftler, die in den Anfang der 1990er Jahre zur Personalentwicklung in Klein- und Mittelbetrieben geforscht haben, und später zu betrieblichen Aspekten von Kinderarbeit. Während der sogenannten Flüchtlingswelle nach Deutschland in den Jahren 2014/15 entwickelte er Programme zur betrieblichen Integration von Migranten sowie zur Unternehmensgründung (Migrant Entrepreneurship) in Deutschland als auch im Ausland, wie z. B. in Indien und in Afrika.
Er nimmt seit Jahrzehnten Lehraufträge in Deutschland wahr (u. a. Universität Bochum, Steinbeis University, AKAD) und im Ausland (z. B. in EU-Ländern, den USA und Südkorea), ist als Gutachter auch international i. R. von Hochschul-Akkreditierungen aktiv. Seit 2010 berät er Qualifikationsprogramme in der internationalen Entwicklungszusammenarbeit, u. a. in Indien und afrikanischen Ländern. An der Hochschule betätigte er sich unter anderem als Praxissemester-Beauftragter, Dekan und Mitglied des Senats, und war Mitbegründer des ersten MBA-Studiengangs in CSR & NGO Management, den er auch viele Jahre leitete.
Meier ist Verfasser zahlreicher Bücher, Fachbeiträge und Lernmaterialien zur Personal- und Managemententwicklung, Aus- und Weiterbildung sowie für Interkulturelles Management, Internationales Projektmanagement und Entrepreneurship im In- und Ausland.

## Veröffentlichungen (Auswahl)
- Unternehmensführung, zus. mit Bachman, Jan-Thomas, 7. Aufl., Verlag NWB, Berlin 2025.
- Detour back to Life - A long honest and funny road from cancer to Darjeeling, Verlag BoD Bonn/Norderstedt, i. Dr. 2025.
- Kalimpong Leukämie Ist das ansteckend? Ist das eine Chance?, Verlag BoD, Bonn/Nordersted 2024.
- Mädchen leisten Widerstand, aus dem Englischen THE CIVILIAN JTF - a tale of a dehumanizing heritage von Anyanwu, M. (Nigeria), Verlag BoD, Bonn/Norderstedt 2023.
- Project Management - MBA Essentials, in co-authorship, IfTQ-Cert (Ed.), Verlag BoD, Bonn/Norderstedt 2023.
- Entrepreneurial Leadership, CENTIM Study Books, Verlag BoD, Bonn/Norderstedt 2023.
- Projektmanagement, CENTIM Study Books (Autorenteam), Verlag BoD, Bonn/Norderstedt 2022.
- Management von Unternehmen, CENTIM Study Books, 2. Aufl. Verlag BoD, Norderstedt 2021.
- HR Management & Leadership - MBA Essentials, IFTQ-Cert (Ed.), Verlag BoD, Norderstedt 2021.
- Intercultural Management - MBA Essentials, IfTQ-Cert (Ed.), zus. mit Blom, Herman, Verlag BoD, Norderstedt 2021.
- Business Management - MBA Essentials, IfTQ-Cert (Ed.), Verlag BoD, Norderstedt 2020.
- Unternehmensgründung durch Migranten, zus. mit Maikranz, Frank C., Verlag NWB, Berlin 2020.
- Unternehmensführung. 6. Aufl. Verlag NWB, Berlin 2019.
- Interkulturelles Onboarding, Verlag NWB, Berlin 2018.
- Interkulturelles Management, zus. mit Blom, Herman, 3. Aufl. Verlag NWB, Berlin 2017.
- Internationales Projektmanagement. 2. Aufl. Verlag NWB, Berlin 2015.
- u. a.
- sowie über 70 Fachartikel in Fachmagazinen im Bereich Management, HR Management und Projektmanagement seit 1990 im In- und Ausland.

## Belege
1. ↑  http://3.127.156.30/@1@2Vorlage:Toter+Link/3.127.156.30+(Seite+nicht+mehr+abrufbar,+festgestellt+im+Juni+2025.+Suche+in+Webarchiven) Datei:Pictogram+voting+info.svg Info:+Der+Link+wurde+automatisch+als+defekt+markiert.+Bitte+prüfe+den+Link+gemäß+Anleitung+und+entferne+dann+diesen+Hinweis. meierstiftung - abgerufen am 23. Mai 2020

| Personendaten    | Personendaten              |
| ---------------- | -------------------------- |
| NAME             | Meier, Harald              |
| KURZBESCHREIBUNG | Ökonom und Hochschullehrer |
| GEBURTSDATUM     | 20. Januar 1957            |
| GEBURTSORT       | Wipperfürth, Deutschland   |